# The Animals
The Animals é uma banda de rock inglesa formada em Newcastle upon Tyne por Eric Burdon (vocais), Alan Price (órgão), Hilton Valentine (guitarra), John Steel (bateria) e Chas Chandler (baixo).
Buscavam as raízes do blues e do folk, executaram versões de Chuck Berry (com quem fizeram uma turnê), Bob Dylan, Nina Simone, Little Richard e Bo Diddley.
Em meados dos anos setenta influenciaram vários grupos de Rock'n'Roll pela batida que conseguiam fazer, dentre os grupos, estão os Ramones, de 1974, que fizeram um cover de When I Was Young no álbum Acid eaters, de 1993.

## História

### The Animals (1962 - 1966)
Formado em Newcastle upon Tyne durante 1962 e 1963, quando Burdon se juntou ao Alan Price Rhythm and Blues Combo, a formação original era Burdon (vocal), Price (órgão e teclados), Hilton Valentine (guitarra), John Steel (bateria) e Bryan " Chas" Chandler (baixo).
Eles foram apelidados de "animais" supostamente por causa de seu ato de palco selvagem, e o nome pegou.  Em uma entrevista de 2013, Burdon negou isso, afirmando que o nome era uma homenagem a um amigo conhecido como "Animal" Hogg. Em uma entrevista de 2021, Steel afirmou que o nome foi dado a eles por Graham Bond. O sucesso dos Animals em sua cidade natal e uma conexão com o gerente do Yardbirds, Giorgio Gomelsky, os motivaram a se mudar para Londres em 1964, logo após a Beatlemania e o boom da batida da cena musical popular, bem a tempo de desempenhar um papel importante na invasão britânicas das paradas musicais americanas.
The Animals apresentou versões ardentes do repertório básico de rhythm-and-blues, fazendo covers de músicas de artistas como Jimmy Reed, John Lee Hooker, Nina Simone. Assinado com a gravadora Columbia da EMI, seu primeiro single foi uma versão de rock do padrão "Baby Let Me Follow You Down" (reintitulado "Baby Let Me Take You Home").
Em junho de 1964, o hit transatlântico número um "The House of the Rising Sun" foi lançado. Os vocais de Burdon e o arranjo em particular, com os riffs de órgão assombrosos de Price, criaram talvez o primeiro hit do folk-rock.
A carreira de dois anos do The Animals nas paradas, com suas músicas produzidas por Mickie Most, apresentou covers intensos e corajosos de música pop, como "Bring It On Home to Me", de Sam Cooke, e o número popularizado por Simone, "Don't Let". Eu seja incompreendido. Em contraste, as faixas do álbum ficaram com o rhythm and blues, com " Boom Boom" de John Lee Hooker e "I Believe to My Soul" de Ray Charles como exemplos notáveis.
Em outubro de 1964, os Animals visitaram Nova York para shows e uma aparição no The Ed Sullivan Show. Eles foram transportados do aeroporto para Manhattan em uma carreata, perseguidos por jovens fãs gritando, consistindo de conversíveis Sunbeam Alpine Series IV com modelos de moda andando junto. The Animals cantou "I'm Crying" e "The House of the Rising Sun" para uma platéia lotada de garotas histéricas gritando durante as duas apresentações no show de Sullivan. Em dezembro, o filme da MGM Get Yourself a College Girl foi lançado, apresentando os Animals e Dave Clark Five. Os Animais cantaram a música de Chuck Berry no filme.
Em maio de 1965, o grupo estava começando a sentir pressões internas. Price saiu por causa de diferenças pessoais e musicais, bem como seu medo de voar durante a turnê. Ele passou a uma carreira de sucesso como artista solo e com o Alan Price Set . Mick Gallagher substituiu Price nos teclados por um curto período de tempo até que Dave Rowberry substituiu Gallagher. Rowberry estava presente para os hits "We Gotta Get Out of This Place" e "It's My Life".
The Animals reuniu uma big band para tocar no quinto festival anual de jazz e blues britânico em Richmond. The Animals Big Band fez sua única aparição pública em 5 de agosto de 1965. Além de Burdon, Rowberry, Valentine, Chandler e Steel, a banda apresentava uma seção de metais/trompa de Ian Carr, Kenny Wheeler e Greg Brown no trompete e Stan Robinson, Al Gay, Dick Morrissey e Paul Carroll no saxofone.
Muitos dos sucessos do Animals se originaram de compositores do Brill Building recrutados por Mickie Most, mas o grupo, e Burdon em particular, acharam isso muito restritivo em termos criativos. Quando 1965 terminou, o grupo assinou um novo contrato com sua gravadora americana MGM Records para os EUA e Canadá e mudou para a Decca Records para o resto do mundo. Eles também terminaram sua associação com Most e começaram a trabalhar com o produtor da MGM Records, Tom Wilson, que lhes permitiu mais liberdade artística.  No início de 1966, a MGM coletou os sucessos da banda em The Best of The Animals, e se tornou seu álbum mais vendido nos Estados Unidos. Em fevereiro de 1966, Steel saiu e foi substituído por Barry Jenkins. Uma versão restante de Goffin - King 's "Don't Bring Me Down" foi o último sucesso do grupo como Animals. O próximo single, "See See Rider", foi creditado a Eric Burdon and the Animals. Em setembro de 1966, a encarnação original do grupo se separou. Seu último lote de gravações foi lançado no álbum Animalism em novembro de 1966.
Burdon começou a trabalhar em um álbum solo chamado Eric Is Here , que também contou com seu single solo número 14 do Reino Unido "Help Me, Girl", que ele promoveu fortemente em programas de TV como Ready Steady Go! e Top of the Pops no final de 1966. Eric Is Here foi o último lançamento de Burdon para a Decca Records.
A essa altura, os negócios dos Animals "estavam em uma bagunça total" de acordo com Chandler (que passou a gerenciar Jimi Hendrix e produzir Slade ) e o grupo se desfez. Mesmo para os padrões da época, quando os artistas tendiam a ser financeiramente ingênuos, os Animals ganhavam muito pouco dinheiro, eventualmente alegando má administração e roubo por parte de seu empresário Michael Jeffery.

### Eric Burdon e The Animals (1966 - 1968)

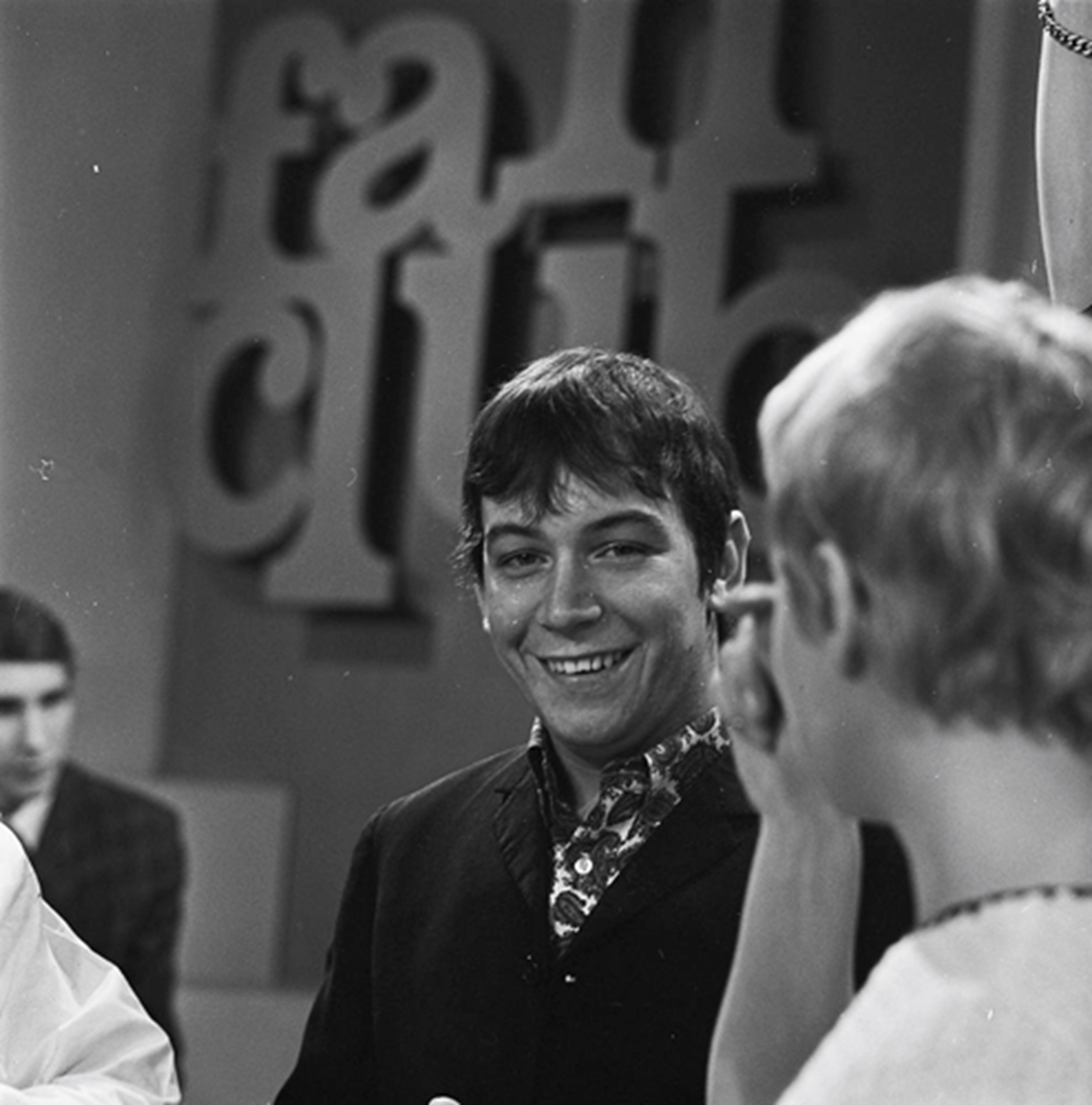
Eric Burdon

Um grupo com Burdon, Jenkins e novos sidemen John Weider (guitarra/violino/baixo), Vic Briggs (guitarra/piano) e Danny McCulloch (baixo) foi formado sob o nome de Eric Burdon and Animals (ou às vezes Eric Burdon and the New Animals ) em dezembro de 1966, e mudou de direção. O som de blues pesado foi transformado na versão psicodélica de Burdon quando o ex-bebedor Geordie (que mais tarde disse que nunca poderia se acostumar com Newcastle "onde a chuva vem para você de lado") se mudou para a Califórnia e se tornou um porta-voz do Geração de Amor.
As primeiras apresentações deste grupo não incluíam nenhum dos sucessos pelos quais o grupo original se tornou conhecido.  Alguns dos novos sucessos dos Animals incluem " San Franciscan Nights ", " Monterey " (uma homenagem ao Monterey Pop Festival de 1967 ) e " Sky Pilot ". Seu som era muito mais pesado que o do grupo original, com Burdon gritando cada vez mais alto nas versões ao vivo de " Paint It Black " e " Hey Gyp ". Em 1968, eles desenvolveram um som mais experimental em canções como " We Love You Lil " e a de 19 minutos "New York 1963–America 1968".
Zoot Money foi adicionado à formação em abril de 1968, inicialmente apenas como organista/pianista, mas após a saída de McCulloch, ele também assumiu o baixo e vocais ocasionais.
Em julho de 1968, Andy Summers (mais tarde o guitarrista do Police ) substituiu Briggs. Ambos Money e Summers eram anteriormente da banda psicodélica britânica Dantalian's Chariot, e grande parte do conjunto desta nova formação era composta por canções de Dantalian's Chariot, que despertou o interesse de Burdon. Por causa da carga multi-instrumental de Money, em configurações ao vivo, o baixo foi tocado alternadamente por Weider e Summers.
Em dezembro de 1968, essa encarnação dos Animals havia se dissolvido, mas seu álbum duplo Love Is foi lançado internacionalmente, apresentando os singles " Ring of Fire " e " River Deep – Mountain High ".
Inúmeras razões foram citadas para a separação, a mais famosa das quais envolveu uma turnê japonesa abortada. A turnê estava marcada para setembro de 1968, mas foi adiada para novembro devido a dificuldades na obtenção de vistos.

### Reuniões
A formação original dos Animals de Burdon, Price, Valentine, Chandler e Steel se reuniu para um show beneficente em Newcastle em dezembro de 1968 e se reformou no final de 1975 para gravar novamente. Burdon disse mais tarde que ninguém entendia por que eles concordaram com essa curta reunião. Eles embarcaram em uma breve turnê em 1976 e gravaram vídeos para suas novas músicas, como " Lonely Avenue " e "Please Send Me Someone to Love". Eles lançaram um álbum em 1977 que foi apropriadamente intitulado Before We Were So Rudely Interrupted . O álbum recebeu elogios da crítica. Burdon e Valentine também gravaram algumas demos na época que nunca foram lançadas. Em 12 de dezembro de 1982, Burdon se apresentou com Price e uma formação completa, prenunciando eventos futuros.
Todos os cinco membros originais da banda se reuniram em 1983 para o álbum Ark e uma turnê mundial, complementada por Zoot Money nos teclados, Nippy Noya na percussão, Steve Gregory no saxofone e Steve Grant na guitarra. O primeiro single, " The Night ", alcançou o número 48 na parada Billboard Hot 100 . A banda lançou um segundo single chamado "Love Is for All Time", que não entrou nas paradas.
As músicas tocadas na turnê Ark incluíam algumas da década de 1960, mas a maioria era do repertório contemporâneo da banda, como "Heart Attack", "No More Elmore" (ambas lançadas um ano antes por Burdon), "Oh Lucky Man" (de o álbum da trilha sonora de 1973 para O Lucky Man! por Price), "It's Too Late", "Tango" e "Young Girls" (mais tarde lançado no álbum de compilação de Burdon The Night ). Seu show na Wembley Arena em 31 de dezembro de 1983 (apoiando o Police) foi lançado no álbum ao vivo Rip it To Shreds em 1984, depois que os Animals se separaram novamente. Seu concerto de 29 de novembro de 1983 no Royal Oak Theatre em Royal Oak,. Um filme sobre a turnê de reencontro foi filmado, mas nunca lançado.
Chandler morreu de um aneurisma em 1996, pondo fim a qualquer possibilidade de outra reunião da formação original completa.
Durante os anos 1990 e 2000, vários grupos se autodenominaram os Animais em parte:
- Em 1993, Valentine formou o Animals II e juntou-se a Steel em 1994 e Rowberry em 1999. Outros membros desta versão da banda incluem Steve Hutchinson, Steve Dawson e Martin Bland. De 1999 até a saída de Valentine em 2001, a banda excursionou como The Animals. Esta versão contou com Tony Liddle nos vocais apoiados por Valentine, Steel, Rowberry e Jim Rodford. Chris Allen substituiu Rodford, que estava ocupado com Argent, no baixo e backing vocals. Steve Farrell contribuiu com backing vocals e percussão manual.

- Depois que Valentine deixou esses Animals em 2001, Steel e Rowberry continuaram como Animals and Friends com Peter Barton, Rodford e John E. Williamson. Quando Rowberry morreu em 2003, ele foi substituído por Mick Gallagher (que havia substituído Price brevemente em 1965). Danny Handley se juntou à banda em 2009, inicialmente como guitarrista principal, mas substituiu Barton nos vocais quando Barton se aposentou em 2012. Scott Whitley teve um breve mandato na banda antes de Roberto "Bobby" Ruiz assumir o baixo. Esta formação de sucesso continua a percorrer o mundo com convidados como Steve Cropper e Spencer Davis.

- Na década de 1990, Danny McCulloch, dos Animals do final da década de 1960, lançou vários álbuns como Animals. Os álbuns continham covers de algumas canções originais do Animals, bem como novas escritas por McCulloch.

- Burdon formou uma nova banda de apoio em 1998, que foi anunciada como Eric Burdon and the New Animals. Na verdade, isso foi apenas uma renomeação de uma banda existente com a qual ele estava em turnê de várias formas desde 1990. Os membros desse novo grupo incluíam Dean Restum, Dave Meros , Neal Morse e Aynsley Dunbar . Martin Gerschwitz substituiu Morse em 1999 após o breve período de três semanas de Ryo Okumoto , e Dunbar foi substituído por Bernie Pershey em 2001. Em 2003, a banda começou a excursionar como Eric Burdon and the Animals. Depois que a formação mudou em 2006, o guitarrista original Valentine se juntou ao grupo para suas turnês de 2007 e 2008. O grupo também incluiu Red Young, Paula O'Rourke e Tony Braunagle. Depois que Burdon perdeu os direitos sobre o nome, ele formou uma nova banda com músicos diferentes.
- Em 2016, Burdon formou a atual formação do Animals, incluindo Johnzo West (guitarra/vocal), Davey Allen (teclado/vocal), Dustin Koester (bateria/vocal), Justin Andres (baixo/vocal), Ruben Salinas (sax). /flauta) e Evan Mackey (trombone).[4]

### Propriedade do nome da banda
Em 2008, um juiz determinou que o baterista original do Animals, John Steel, possuía o nome "the Animals" no Reino Unido por causa de um registro de marca que Steel havia registrado. Eric Burdon se opôs ao registro da marca, argumentando que ele personificava pessoalmente qualquer boa vontade associada ao nome "the Animals". O argumento de Burdon foi rejeitado, em parte porque ele se autodenominava "Eric Burdon and the Animals" já em 1967, separando assim a boa vontade associada ao seu próprio nome da banda. Em 9 de setembro de 2013, o recurso de Burdon foi aceito e agora ele pode usar o nome "The Animals".

## Legado
The Animals foram introduzidos no Rock and Roll Hall of Fame em 1994, embora Burdon não compareceu e a banda não se apresentou. Em 2003, a versão da banda de "The House of the Rising Sun" ficou em 123º lugar na lista das 500 Maiores Músicas de Todos os Tempos da Rolling Stone. Seu single de sucesso de 1965 "We Gotta Get Out of This Place" ficou em 233º lugar na mesma lista. Ambas as músicas estão incluídas no Rock and Roll Hall of Fame's 500 Songs That Shaped Rock and Roll.
Em 15 de março de 2012, em um discurso para uma platéia no festival de música South by Southwest, Bruce Springsteen discutiu longamente a influência dos Animals em sua música, afirmando: "Para mim, os Animals foram uma revelação. Eles foram os primeiros discos com plena consciência de classe que eu já tinha ouvido." De "We Gotta Get Out of This Place" (escrito por dois compositores de Nova York, Barry Mann e Cynthia Weil) , Springsteen disse: "Essa é toda música que eu já escrevi ... os Estados Unidos', tudo o que fiz nos últimos 40 anos, incluindo todos os novos. Isso me atingiu tão profundamente. Foi a primeira vez que senti que ouvi algo no rádio que refletia minha vida em casa, minha infância." Dizendo que seu álbum Darkness on the Edge of Town estava "cheio de animais", Springsteen tocou os riffs de abertura de "Don't Let Me Be Misunderstood" e seu próprio " Badlands " de costas um para o outro, então disse: "Ouçam, jovens! É assim que o roubo bem-sucedido é realizado!"
Tony Banks, tecladista da banda britânica de rock progressivo Genesis, teve influência de Alan Price, a quem ele considerava "a primeira pessoa que me fez conhecer o órgão em um contexto de rock".

## Membros

### Membros Atuais
- John Steel - Bateria (1963 - 1966, 1975 - 1983, 1992 - presente)
- Mick Gallagher - teclados (1965, 2003 - presente)
- Danny Handley - guitarra, vocais (2009 - presente)
- Roberto Ruiz - baixo, vocais (2012 - presente)

### Membros Antigos
- Eric Burdon - vocais (1963 - 1968, 1975 - 1976, 1983)
- Hilton Valentine - guitarra, vocais (1963 - 1966, 1975 - 1976, 1983, 1993 - 2001)
- Chas Chandler - baixo, vocais (1963 - 1966, 1975 - 1976, 1983)
- Alan Price - teclados, vocais (1963 - 1965, 1975 - 1976, 1983)
- Dave Rowberry – teclados, vocais (1965 - 1966, 1999 - 2003)
- Barry Jenkins - bateria (1966 - 1968)
- John Weider - guitarra, baixo, violino (1966 - 1968)
- Vic Briggs – guitarra, piano (1966 - 1968)
- Danny McCulloch – baixo (1966 - 1968)
- Zoot Money - teclados, baixo, vocais (1968 - 1983)
- Andy Summers – baixo, guitarra (1968)
- Steve Grant – guitarra, sintetizador, vocais (1983)
- Steve Gregory - saxofones (1983)
- Nippy Noya – percussão (1983)

- Joss Elliott - baixo (1992 - 1994)
- George Fearson - guitarra (1992 - 1994)
- Robert Robinson - vocais (1992 - 1994)
- O Dod - bateria (1992)
- Steve Hutchinson – teclados (1992 - 1999)
- Martin Bland - baixo (1994 - 1999)
- Steve Dawson – guitarra (1994 - 1999)
- Robert Kane - vocais (1994 - 1999)
- Jim Rodford – baixo (1999 - 2003)
- Tony Liddle – vocais (1999 - 2001)
- Eamon Cronin - vocais (2001)
- John E. Williamson – guitarra, vocais (2001 - 2009)
- Pete Barton – vocais (2001–2011)  guitarra (2001 - 2003)
- Scott Whitley – baixo, vocais (2011 - 2012)
- Steve 'ih' Farrell - backing vocals ao vivo (1999)

## Discografia
- 1964 The Animals
- 1965 Animal Tracks
- 1965 The Animals on Tour
- 1965 Animal Tracks
- 1965 British Go Go
- 1965 In the Beginning (ao vivo no Club A-Go-Go)
- 1965 UK Blues (ao vivo com Sonny Boy Williamson)
- 1966 Animalisms
- 1966 Animalization
- 1966 Animalism
- 1967 Eric Is Here
- 1967 Winds of Change
- 1967 Summer of Love Monterey Pop Festival
- 1968 The Twain Shall Meet
- 1968 Every One of Us
- 1968 Love Is
- 1976 Before We Were So Rudely Interrupted
- 1983 Ark
- 1984 Rip It to Shreds - Their Greatest Hits Live

Coletânea
- The Best of the Animals